# Aileen Kuhn
Aileen Kuhn, född 26 november 2003, är en tysk friidrottare som tävlar i släggkastning.

## Karriär
Aileen Kuhn tog brons i slägga vid U23-EM 2023. Vid U23-EM 2025 tog hon guld i samma disciplin.